# 罗从周
罗从周（1916年—1997年），男，浙江镇海人，中国电影摄影师，上海电影制片厂摄影师，曾任中国电影家协会理事。